# Tarte à la citrouille
La tarte à la citrouille est un dessert traditionnel, souvent consommée en automne et au début de l'hiver, plus particulièrement pendant Action de grâces et Noël aux États-Unis et au Canada. La citrouille est un symbole de la moisson et se retrouve également lors de la fête d'Halloween.
La tarte est composée d'une crème à base de citrouille, dont la couleur varie de l'orange au brun, cuite sur un fond de tarte. Elle est souvent agrémentée de noix de muscade, de cannelle, de clous de girofle et de gingembre.

## Préparation

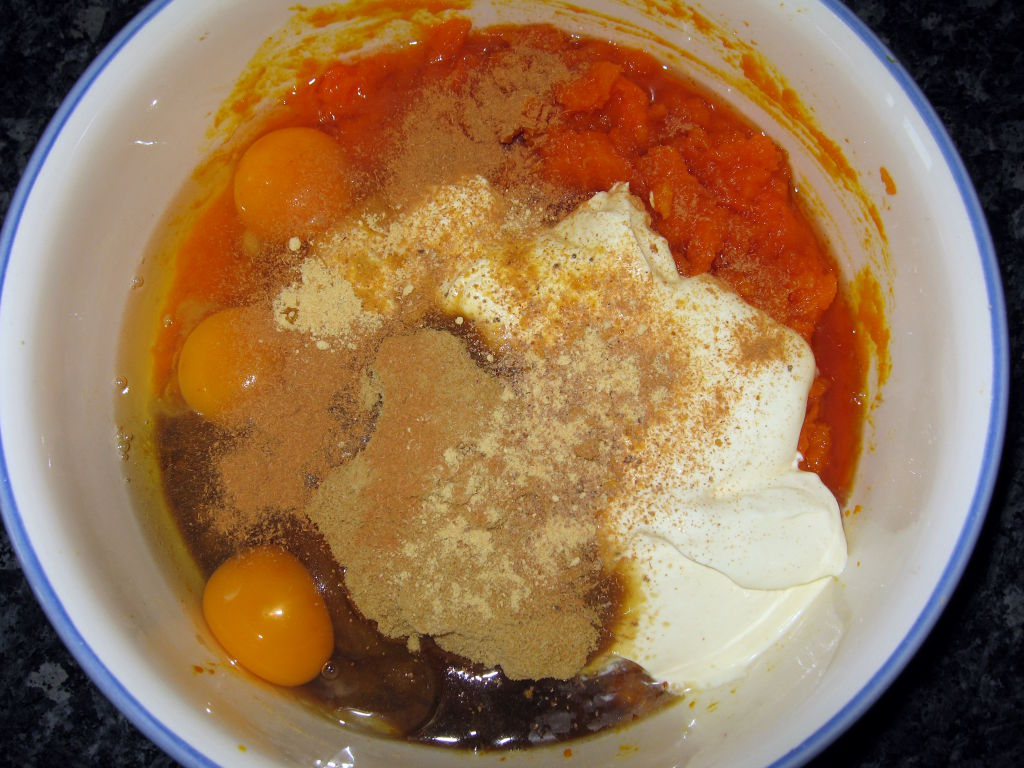
Préparation de l'appareil à tarte

La méthode de préparation traditionnelle implique l'utilisation d'une citrouille ayant un diamètre allant de 15 à 20 cm. La citrouille est coupée en deux, puis les graines sont enlevées. Les deux parties sont ensuite cuites. La chair sera mixée et mélangée avec des œufs, du lait concentré sucré, du sucre, de la noix de muscade et d'autres épices (du gingembre, de la cannelle, des clous de girofle…). Enfin, on cuira l'appareil dans un fond de tarte.
Dans certaines recettes, la citrouille peut être remplacée par de la courge butternut.

## Histoire
La citrouille est originaire d'Amérique du Nord. Des traces de culture de la famille des courges, datant d'entre 7000 et 5500 avant notre ère, ont été trouvées au Mexique. La citrouille fut exportée en France, puis en Angleterre, où on commença rapidement à utiliser sa chair pour la préparation d'une tarte. Durant le XVIIe siècle, on pouvait trouver diverses recettes de tartes à la citrouille dans les livres de cuisine anglais. La tarte à la citrouille fut introduite à la cuisine américaine au début du XIXe siècle, où elle devint un élément récurrent du repas de Thanksgiving. 

## Records
La plus grande tarte à la citrouille a été préparée le 25 septembre 2010, à l'occasion de la New Bremen Pumpkinfest, à New Bremen en Ohio. La tarte contenait 550 kg de citrouille en boîte, 412 litres de lait concentré sucré, 2 796 œufs, 3,2 kg de sel, 6,6 kg de cannelle et 238 kg de sucre. Elle pesait 1 681 kg et mesurait 6 mètres de diamètre.